# Высочанский сельский совет (Ахтырский район)
Высочанский сельский совет (укр. Височанська сільська рада) — входит в состав Ахтырского района Сумской области Украины.
Административный центр сельского совета находится в 
с. Высокое.

## Населённые пункты совета
- с. Высокое
- с. Вербовое
- с. Весёлый Гай
- с. Кудрявое